# Kurt Kleinendorst
Kurt Neil Kleinendorst (* 31. Dezember 1960 in Grand Rapids, Minnesota) ist ein ehemaliger US-amerikanischer Eishockeyspieler und -trainer.

## Spielerkarriere
Kurt Kleinendorst spielte vor seiner Karriere als Berufsspieler zwischen 1979 und 1983 Eishockey auf Universitätsniveau am Providence College. 1980 wurde er beim Draft der National Hockey League (NHL) in der vierten Runde an insgesamt 77. Stelle von den New York Rangers ausgewählt, ein NHL-Spiel absolvierte er jedoch nie. Für die US-amerikanische Nationalmannschaft nahm er an der Weltmeisterschaft 1982 teil und erzielte zwei Tore in fünf Partien. 
Nach Abschluss seines Studiums begann Kleinendorst seine Profilaufbahn in der Saison 1983/84 bei den Tulsa Oilers in der Central Hockey League (CHL). In den folgenden beiden Jahren spielte er für unterschiedliche Mannschaften hauptsächlich in der International Hockey League (IHL), bevor er im Sommer 1986 nach Europa wechselte. Er spielte für Peliitat in der finnischen I-divisioona und wurde im Frühjahr 1987 vom ECD Iserlohn verpflichtet, für den er ein Playoff-Spiel absolvierte. Anschließend kehrte er zunächst in die USA zurück, wechselte in der Saison 1987/88 aber schon nach neun Partien bei den Utica Devils in der American Hockey League (AHL) wieder nach Europa. Weitere Stationen waren die Rotterdam Panda’s, der ERC Ingolstadt und nach einem kurzen Intermezzo bei den Salt Lake Golden Eagles noch der ERC Selb, bevor er seine Karriere im Jahr 1990 beendete.

### Erfolge und Auszeichnungen
- 1981 ECAC Tournament MVP
- 1982 ECAC Second All-Star-Team
- 1983 ECAC First All-Star-Team

### Karrierestatistik
(Legende zur Spielerstatistik: Sp oder GP = absolvierte Spiele; T oder G = erzielte Tore; V oder A = erzielte Assists; Pkt oder Pts = erzielte Scorerpunkte; SM oder PIM = erhaltene Strafminuten; +/− = Plus/Minus-Bilanz; PP = erzielte Überzahltore; SH = erzielte Unterzahltore; GW = erzielte Siegtore; 1 Play-downs/Relegation; Kursiv: Statistik nicht vollständig)

## Trainerkarriere
In seiner letzten Spielstation in Europa, beim ERC Selb in Deutschland, fungierte er als Spielertrainer. 1991 wurde Kleinendorst Cheftrainer der Raleigh Ice Caps in der East Coast Hockey League und wurde 1993 als Trainer des Jahres der ECHL ausgezeichnet. In der Saison 1993/94 führte er die IceCaps ins ECHL-Finale, wo sie Toledo Storm unterlagen.
Nach einem einjährigen Abstecher zu den San Diego Gulls in die International Hockey League kehrte er 1995 zu den IceCaps zurück, übernahm neben dem Cheftrainerposten auch den des Managers.
Von 1997 bis 2000 führte er diese Doppelfunktion bei Manchester Storm in der British Ice Hockey Superleague (BISL) aus und gewann mit der Mannschaft 1999 den Meistertitel und wurde als BISL-Trainer des Jahres ausgezeichnet. Kleinendorst ging 2000 in die Vereinigten Staaten zurück und arbeitete in verschiedenen Positionen für den NHL-Verein New Jersey Devils: Zunächst als Co-Trainer, dann als Scout, 2006 übernahm er das Amt des Cheftrainers bei den Lowell Devils, damals New Jerseys Farmteam in der American Hockey League (AHL).
2010 führte er die U18-Nationalmannschaft der Vereinigten Staaten zur Goldmedaille bei der WM in Weißrussland. Kleinendorst lenkte anschließend zwischen 2010 und 2012 die Geschicke der Binghamton Senators (Farmteam der Ottawa Senators) in der American Hockey League als Headcoach und führte die Mannschaft 2011 zum AHL-Meistertitel.
In der Saison 2012/13 wirkte er als Cheftrainer der Eishockeymannschaft der University of Alabama-Huntsville.
Zur Saison 2013/14 verpflichtete ihn Iowa Wild aus der American Hockey League und Farmteam des NHL-Klubs Minnesota Wild als Cheftrainer. Dort wurde er im November 2014 von seinen Aufgaben entbunden, nachdem die Mannschaft unter seiner Leitung aus den ersten zwölf Spielen der Saison 2014/15 nur zwei Siege geholt hatte.
Ende November 2015 wurde er Cheftrainer des ERC Ingolstadt in der Deutschen Eishockey Liga (DEL). Im Juni 2016 löste Kleindorst seinen Vertrag in Ingolstadt auf und ging in die American Hockey League zu den Binghamton Senators. Die Mannschaft betreute er auch nach deren Umzug nach Belleville. Nach dem Saisonende 2017/18 wurde sein Vertrag nicht verlängert.
Ende April 2019 wurde er als neuer Cheftrainer der Nürnberg Ice Tigers vorgestellt. Das Angebot zur Vertragsverlängerung nach der Saison 2019/20 schlug Kleinendorst aus.
Am 11. Januar 2022 übernahm Kleinendorst das Traineramt bei den Iserlohn Roosters und wurde Nachfolger von Brad Tapper. Der Vertrag lief zunächst bis zum Saisonende 2021/22. Anfang April 2022 wurde das Arbeitspapier verlängert, Kleinendorst nach einem schwachen Saisonstart jedoch Mitte Oktober desselben Jahres entlassen.
Zur Saison 2025/26 wechselte Kleinendorst erstmals nach Italien, als er den Cheftrainerposten beim HC Bozen übernahm.

### Erfolge und Auszeichnungen
- 1993 John Brophy Award
- 1999 Meister der Ice Hockey Superleague mit Manchester Storm
- 1999 Trainer des Jahres in der Ice Hockey Superleague
- 2010 Goldmedaille bei der U18-Junioren-Weltmeisterschaft mit der US-amerikanischen Nationalmannschaft
- 2011 Gewinn des Calder Cup mit den Binghamton Senators

## Familie
Sein nur elf Monate älterer Bruder Scot Kleinendorst war ebenfalls professioneller Eishockeyspieler und absolvierte unter anderem mehr als 300 Spiele in der National Hockey League (NHL).